# Planaltodvärgtyrann
Planaltodvärgtyrann (Phyllomyias fasciatus) är en fågel i familjen tyranner inom ordningen tättingar.

## Utseende och läte
Planaltodvärgtyrannen är en mycket liten tyrann med en kort och mörk näbb, mörka ben och en lång och slank stjärt. Den är vidare olivgrå på ryggen, ljus i ansiktet, grå på hjässan och gul undertill. Vidare har den vit ögonring och två ljusa vingband. De olika populationerna skiljer sig något i grundfärg. Sången består av en dämpad serie med tre toner, återgivna som "pew-pew-puuit".

## Utbredning och systematik
Planaltodvärgtyrann delas in i tre underarter:
- Phyllomyias fasciatus cearae – förekommer i östra Brasilien (Ceará och östra Pernambuco)
- Phyllomyias fasciatus fasciatus – förekommer i östra Brasilien (Maranhão till sydöstra Mato Grosso och södra Goiás)
- Phyllomyias fasciatus brevirostris - förekommer i sydöstra Brasilien (Minas Gerais) till östra Paraguay och nordöstra Argentina

## Levnadssätt
Planaltodvärgtyrannen hittas i fuktiga skogar. Där ses den i trädtaket, ofta som en del av kringvandrande artblandade flockar.

## Status och hot
Arten har ett stort utbredningsområde, men tros minska i antal, dock inte tillräckligt kraftigt för att den ska betraktas som hotad. Internationella naturvårdsunionen IUCN listar arten som livskraftig (LC).

## Namn
Planalto är en benämning på de brasilianska högländerna.